# Faenza
Faenza je italské město v oblasti Emilia-Romagna, na římské silnici Via Aemilia mezi městy Imola a Forlì. Nachází se v historické části Romagna. 

## Charakteristika
Ve Faenze a okolí je dlouhá tradice výroby keramiky, a jméno města dalo ve středověku název druhu keramického nádobí Fajáns. 

Keramika je i nadále důležitou součástí průmyslu v okolí Faenzy, a zároveň je i turistickým lákadlem. Významnou turistickou destinací je Mezinárodní muzeum keramiky (Museo Internazionale delle Ceramiche), zapsané na seznam UNESCO, které kromě rozsáhlé expozice organizuje i mezinárodní soutěž Premio Faenza. V roce 1969 ji vyhrál český sochař Vlastimil Květenský.

## Vývoj počtu obyvatel
Počet obyvatel

## Osobnosti města
- Evangelista Torricelli (1608–1647), italský fyzik a matematik, vynálezce barometru
- Giuseppe Sarti (1729–1802), italský hudební skladatel
- Laura Pausini (* 1974), italská zpěvačka pop music

## Partnerská města
- Bergerac, Francie, 1998
- Gmunden, Rakousko, 2008
- Rijeka, Chorvatsko, 1983
- Marousi, Řecko, 1992
- Schwäbisch Gmünd, Německo, 2001
- Talavera de la Reina, Španělsko, 1986
- Temešvár, Maďarsko, 1991
- Toki, Japonsko, 1979